# Strofa onieginowska
Strofa onieginowska – zastosowany przez Aleksandra Puszkina w Eugeniuszu Onieginie typ strofy rymowej. 14 wersów napisanych jambem 4-stopowym, zawierający następujący układ rymów ababccddeffegg. W oryginale rosyjskim rymy a, c, i e są żeńskie, a rymy b, d, f i g męskie. Sprawa oddawania skomplikowanego schematu strofy w przekładzie na język polski była kwestią dyskusyjną. Formę strofy odwzorowali dokładnie w swoich tłumaczeniach Leo Belmont i Julian Tuwim. Natomiast Adam Ważyk w swojej wersji zmienił układ rymów z uwagi na praktyczną trudność pisania po polsku z użyciem rymów męskich
Więc kogo kochać? Komu wierzyć?
Kto nie zgotuje nigdy zdrad?
Kto naszym łokciem będzie mierzyć
Z usłużną miną – cały świat?
Kto o nas fałszu nie powtórzy?
Kto da przytułek podczas burzy?
Kto się nie zlęknie naszych plam?
Kto się nie znudzi nigdy nam?
– O, ty, co widma szukasz mylnie,
Porzuć wysiłków próżnych rój
I, czytelniku drogi mój,
Samego siebie kochaj silnie,
Boć tylko w sobie – dobrze zważ
– Taki uprzejmy przedmiot masz!
(tłum. Leo Belmont)